# Lingue asturiano-leonesi
Le lingue asturiano-leonesi (asturllionés), dette anche asturo-leonesi
, sono un sottogruppo della lingue iberiche occidentali, al quale appartengono la lingua leonese (llingua llïonesa), la lingua asturiana (llingua asturiana) e la lingua mirandese (lhengua mirandesa). Alcuni includono anche varianti di transizione con il castigliano come la lingua estremegna e la lingua cantabrica.
Queste lingue sono parlate nella Spagna settentrionale (Asturie, parti della Cantabria, e León) nonché in alcune frange di confine del Portogallo, nel Distretto di Bragança. Il numero di locutori è stato stimato in circa 600.000 persone (1994), 450.000 nelle Asturie, 55.000 nella provincia di León e 10.000 nel Distretto di Bragança.

## Riconoscimento
L'asturiano è riconosciuto nello statuto d'autonomia delle Asturie, il leonese nello statuto di autonomia di Castiglia e León e il mirandese ha un riconoscimento ufficiale dal Parlamento del Portogallo.
I codici di Linguasphere per il gruppo sono:
Astur+Leonese: 51-AAA-c

Asturiano: 51-AAA-ca

Leonese: 51-AAA-cc

Mirandese: 51-AAA-cb

## Evoluzione ed espansione

L'origine dell'antica lingua leonese e delle sue varianti risale ai primi anni del X secolo, quando le Asturie facevano parte del regno cristiano di León. Il leonese non si è evoluto dal castigliano, bensì direttamente, e parallelamente a quest'ultimo, dalle parlate tardo-latine della Spagna settentrionale, unica parte della penisola iberica a non essere conquistata dagli arabi. Ciò nonostante ha subito col tempo influssi da parte delle lingue vicine influenzando anche loro: galaico-portoghese ad ovest e castigliano ad est.
L'unione del regno di León con il regno di Castiglia nel 1301 ridusse notevolmente le possibilità di espansione linguistica del leonese nell'ambito della Reconquista, nonché di riflesso l'importanza della lingua stessa, il cui ambito si era tuttavia esteso verso sud, formando un corridoio lungo e sottile fino al confine con l'Andalusia.
Sottoposto alla forte pressione del castigliano, divenuto lingua ufficiale in seguito all'unione delle corone di Castiglia e Aragona, nonché alla vitalità culturale di quest'ultimo, il leonese finì con l'essere soppiantato dal castigliano, soprattutto nei territori di recente espansione.

## Lingue
Il sottogruppo asturleonese si distingue essenzialmente in asturiano e leonese, essendo la lingua mirandese una varietà leonesa parlata in Portogallo.
- L'asturiano (asturianu), detto anche bable, sono dialetti parlati nelle Asturie e in Cantabria occidentale. Si divide in asturiano occidentale, centrale e orientale.

Nelle montagne della Cantabria esiste una varietà linguistica asturleonesa nell'alta valle del fiume Pas, la cui parlata è detta pasiegu.
- Il leonese (llïonés) nelle provincie spagnole di León, Zamora e Salamanca e il distretto portoghese di Bragança.
  - Più oltre, in territorio portoghese, il leonese è parlato anche a Miranda do Douro e nei paesi circostanti; in quest'area gli influssi portoghesi hanno però reso peculiare questa varietà di leonese, che prende il nome di mirandês.
  - Dialetto del leonese (chiamato dall'UNESCO codialetto) è l'alto estremegno (artu extremeñu), parlato tra le province di Cáceres e Salamanca. Si tratta di un dialetto fortemente castiglianizzato dato il suo isolamento dal resto dell'area linguistica leonese.

## Parlate di transizione
- nelle Asturie occidentali, precisamente tra i fiumi Eo e Navia, asturiano e galego sono fusi in una parlata che prende il nome di eonaviego.
- Un'altra fusione di leonese e galego (denominata a fala de Xalima o semplicemente a fala) è parlata nella provincia di Cáceres al confine con il Portogallo, e precisamente a Valverde del Fresno ed Eljas.
- Il barranquenho è invece un misto di portoghese e leonese, parlato a Barrancos in Portogallo (lungo il confine con la Spagna).